# Indalecia Camacho
Indalecia Camacho y Rodríguez de Lago (Tunja,,1815 - Bogotá,8 de julio de 1896), más conocida como Indalecia Camacho, fue una poetisa colombiana del siglo XIX.

## Biografía
Indalecia Camacho Lago nació en Tunja, en el departamento colombiano de Boyacá, en el año de 1815 durante la reconquista y pacificación de la Nueva Granada, Camacho nació en el seno de una familia acomodada, cuarta de los seis hijos del matrimonio del abogado y presidente de las Provincias Unidas de la Nueva Granada José Joaquín Camacho y la señora Marcelina Rodríguez de Lago y Castillo miembro prominente de la familia Sanz de Santamaría, Indalecia fue de igual manera cuñada de la también poetisa Silveria Espinosa de Rendón.
Camacho hace parte de las mujeres colombianas que hacia la década de 1840 empiezan a formarse en la poesía junto a otras mujeres de la elite colombiana como Isabel Bunch ó Ubaldina Dávila, esta última ganando una importante relevancia nacional. Camacho es considerada también una de las pioneras que aparecieron en colecciones o antologías de la época, como La Guirnalda (1855) donde consta su poesía y que le merecieron elogios de sus contemporáneos.
En el año de 1869 Camacho pierde la vista cayendo así en la pobreza. Por esta razón, el Gobierno de Colombia, para remediar esta situación de miseria y en compensación a la ejecución de su padre, decretó concederle una pensión de 20 pesos anuales. Murió en Bogotá el día 8 de julio de 1896, a los 81 años de edad.